# 発表!今年イチバン聴いた歌
『発表!今年イチバン聴いた歌〜年間ミュージックアワード〜』（はっぴょう!ことしイチバンきいたうた〜ねんかんミュージックアワード〜）は、日本テレビ系列で2022年から年末に生放送されている音楽番組・特別番組。通称は「ミュージックアワード」。

## 概要
2022年12月3日に第1回の放送が発表された。配信（サブスクリプション）で音楽を聴くことが増え、再生数の上昇により2022年はヒット曲が多く誕生した。配信チャートのデータを元に時代に沿った「サブスク」×「テレビ」で放送する新たなアワードを開催する。
これに基づいて、当番組ではApple Musicの年間ミュージックランキングTOP100を発表しているほか、昭和・平成・令和の曲でその年に聴かれた曲も発表している。
日本テレビ系列では、2001年から毎年11月下旬〜12月中旬（放送日は年度によって異なる）に放送されるコンサート形式の音楽番組『日テレ系音楽の祭典 ベストアーティスト』がすでに存在しているが、当番組はそれとは別の枠組みで年末の特別番組として放送されている。

## 各回の放送概要
- 藤井は当時、水卜・石川は日本テレビアナウンサー。

| 1 | 2022年12月28日 | 水曜日 | 19:00 - 23:24 | 発表!今年イチバン聴いた歌 ～年間ミュージックアワード2022～ | 上白石萌音 藤井貴彦 水卜麻美       | ホテルニューオータニ幕張 |
| 2 | 2023年12月27日 | 水曜日 | 19:00 - 22:54 | 発表!今年イチバン聴いた歌 ～年間ミュージックアワード2023～ | 上白石萌音 藤井貴彦 水卜麻美       | ホテルニューオータニ幕張 |
| 3 | 2024年12月28日 | 土曜日 | 19:00 - 22:54 | 発表!今年イチバン聴いた歌 〜年間ミュージックアワード2024〜 | 上白石萌音 池田エライザ 石川みなみ | ホテルニューオータニ幕張 |

補足
- 上白石とエライザはアーティストとしても出演するため、司会も兼務する。

## 出演アーティスト（2022年〜）

### 第1回（2022年）
- 今井美樹
- ウタ from ウタワールド
- 上白石萌音（司会兼務）
- KARA
- 桐谷健太
- King Gnu
- 工藤静香
- CHEMISTRY
- 斉藤由貴
- 聖飢魔II
- SEKAI NO OWARI
- Da-iCE
- Tani Yuuki
- DA PUMP
- Travis Japan
- NiziU
- NewJeans
- 乃木坂46
- 浜崎あゆみ
- BE:FIRST
- マカロニえんぴつ
- MISIA
- YOSHIKI
- リトルブラックドレス
- 緑黄色社会
- LINDBERG
- LE SSERAFIM

※当初は中島美嘉も出演予定だったが、新型コロナウイルス感染症に罹患したため、出演キャンセルとなった。

### 第2回（2023年）
- IMP.
- ano
- imase
- 岩崎良美
- XY
- 上白石萌音（司会兼務）
- 氣志團
- キタニタツヤ
- 斉藤由貴
- 三代目 J SOUL BROTHERS
- SUGIZO
- SEKAI NO OWARI
- 田原俊彦
- Da-iCE
- Travis Japan
- NiziU
- NewJeans
- HYDE
- BoA
- 松任谷由実
- 松本梨香
- 未唯mie
- MISIA
- Mrs. GREEN APPLE
- LE SSERAFIM
- LUNA SEA
- YOSHIKI

### 第3回（2024年）
- ILLIT
- Aqua Timez
- XY（手越祐也ソロ出演兼務）
- 上白石萌音（司会兼務）
- Omoinotake
- ガンバレルーヤ
- KATSEYE
- King & Prince
- Creepy Nuts
- SPYAIR
- スヨン
- 田原俊彦
- 東方神起
- Travis Japan
- なにわ男子
- Number_i
- NiziU
- NewJeans
- BE:FIRST
- BOYNEXTDOOR
- 松崎しげる
- 池田エライザ（司会兼務）
- Mrs. GREEN APPLE
- 観月ありさ
- 山根康広

## スタッフ
- 技術統括：大越克人（第3回）
- 美術統括：大川明子
- 総合TD：鈴木昭博

汐留 SVサブ
- 編集ディレクター：豊永満、諏訪裕紀、出野皓平、八巻珠美、岩本ナオミ（豊永・諏訪・出野→第2回-、第1回は汐留本社 SVサブベストポイントディレクター、八巻・岩本→第3回、八巻→第2回は演出補）
- ディレクター：廣瀬隆太郎（第3回）、後藤喬之
- プロデューサー：河野雄平（第2回-）

全体
- 情報提供：ORICON（第2回-）
- 写真提供：アフロ（第3回）
- 美術・技術協力：読売テレビ、NiTRO、日テレアート、日放、SIS、TACT、テックトラスト、俳優座、共立ライティング、コマデン、テルミック、ヤマモリ、三響社、バンセイ、ジャパンテレビ、Kulture、PARTY（SIS→第2回-、バンセイ・ジャパン・Kul・PARTY→第3回）
- 制作協力：AX-ON、オフィス・ケーアール、ゴットキッズ、モスキート、サルベージ（サル→第1,3回）、アガサス

ホテルニューオータニ幕張
- 運営：光岡裕子、脇阪真琴、鈴木涼介（鈴木→第2回-）、山崎李奈
- 構成作家：石原健次、谷口雅人
- TK：桜井えみこ
- デスク：岡田真美
- ホテルニューオータニ幕張プロデューサー：本橋武夫、吉田一浩（共に第2回-、吉田→第1回はプロデューサー）
- FM：原皓史、木村璃子、久島拓也、佐藤晴香、安達裕美（共に第3回）
- 演出補：松本亜弓、大槻まな、本間玲来、亀井理美、山本剛史、水上真生、村岡美里、奥山翼、湯本夏輝、高橋果歩、斉藤鈴乃（山本・湯本→第2回-、大槻・本間・亀井・水上・奥山・高橋・斉藤→第3回、大槻→第2回は汐留 SVサブ編集ディレクター、斉藤→第2回はFM）
- 制作進行：斎藤寿
- ディレクター：錦織信彦、阿部聡、安達穣史、稲元雅俊、庄司名衣、加藤健太、田中もも（田中→第2回-）、町田有、廣本諒介、渡邊麻子（廣本・渡邊→第3回）
- プロデューサー：柏原萌人、傅克文、清千里、森下典子、比嘉智樹、橋本隆、山崎佑里子、和田裕子、大塚明、阿比留ほのほ、高村いずみ、橋本直美（柏原・傅・比嘉・橋本隆・山崎・和田・大塚・阿比留→第2回-、柏原・傅→第1回はPRプロデューサー、橋本隆・山崎・和田・大塚・阿比留→第1回はホテルニューオータニ幕張プロデューサー、高村・橋本直→第3回、高村→第1,2回は演出補）
- 統括プロデューサー：吉無田剛（第2回-、第1回はプロデューサー）
- 演出：吉田ゆりや（第3回）、川平秀二（第2回-、第1回はVTR演出）
- 総合演出：中村文彦（第3回、第1回は汐留本社 SVサブ演出、第2回は演出）
- 総合プロデューサー：岩崎小夜子
- チーフプロデューサー：島田総一郎（第2回-）
- 製作著作：日本テレビ

### 過去のスタッフ
- 技術統括：川合亮（第1,2回）

汐留本社 SVサブ
- ディレクター：中川ゆりや（第1回）
- プロデューサー：天野英明（第1回）

汐留 SVサブ
- 編集ディレクター：正寶奈都貴（第2回、第1回は汐留本社 SVサブベストポイントディレクター）
- ディレクター：関口拓（第2回）

松任谷由実・矢沢永吉 50周年企画
- ディレクター：下村彩人、赤松真徳、水谷千里、栗原なみ（共に第1回）
- プロデューサー：佐藤紀香（第1回）

YOSHIKI SUPERSTAR PROJECT X企画
- 構成作家：北原ゆき（第1回）
- プロデューサー：橋本直美（第1回）
- ディレクター：三脇えり奈（第1回）

全体
- 美術・技術協力：NKL、KDDI（共に第1回）
- 制作協力：創輝（第1,2回）
- PRディレクター：横山依音、白石日香里（共に第1回）
- PRプロデューサー：高橋正昭（第1回）

番組PR
- ディレクター：萩原哲也（第2回、第1回はPRディレクター）、山口茉莉（第2回）
- プロデューサー：窪彩花（第2回、第1回はPRディレクター）
- 運営：甲斐主規（第1回）
- ホテルニューオータニ幕張プロデューサー：北村桃子（第1回）、藤本弘志、渡辺健太郎（共に第2回、藤本→第1回はプロデューサー）
- FM：文元麻由奈、松原凱人（共に第1回）、片岡明日香、糸賀綾香、小手川由莉（共に第1,2回）、則武有希子（第2回、第1回は演出補）
- 演出補：大戸絵里加、織田充希、鈴木千香、岡本さやか、喜多祥子（共に第1回）、安達裕美（第1,2回）、仲間翔夢、吉岡里紗、三上優衣花（共に第2回）
- ディレクター：山本ゆかり（第1回）、佐々木万由子、橋村和幸（共に第1,2回）
- プロデューサー：久道恵、影山幸子（共に第1回）、山崎みみ（第1,2回）、塚田直之（第2回、第1回は松任谷由実・矢沢永吉 50周年企画プロデューサー）
- 演出：渡邉友一郎（第2回、第1回は音楽演出）
- 総合演出：渡辺春佳（第2回、第1回は生放送演出）
- チーフプロデューサー：江成真二（第1回）